# Choroterpes petersi
Choroterpes petersi is een haft uit de familie Leptophlebiidae. De wetenschappelijke naam van de soort is voor het eerst geldig gepubliceerd in 2003 door Tong & Dudgeon.
De soort komt voor in het Oriëntaals gebied.